# Glasgow School of Art

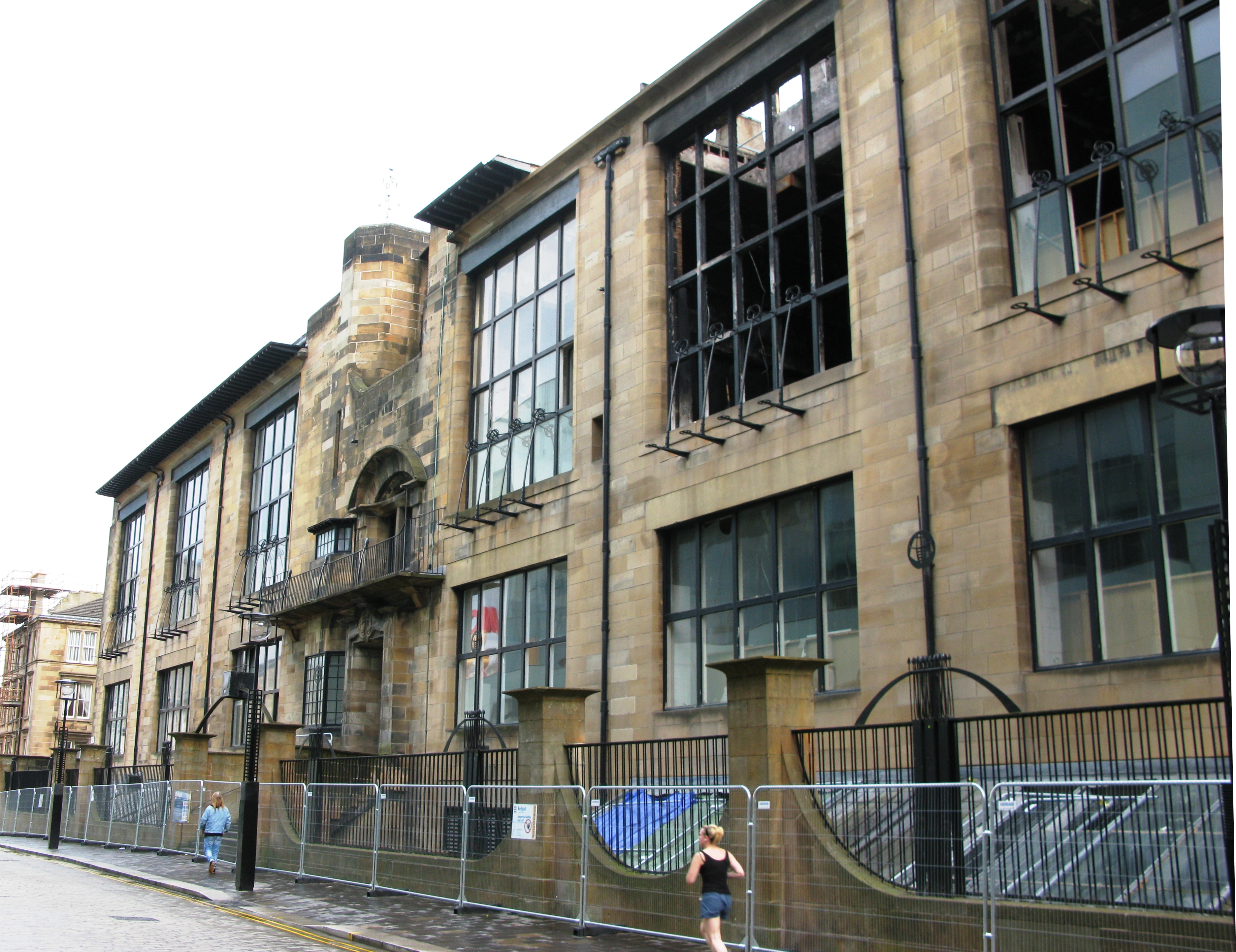
Budynek szkoły po pożarze

Glasgow School of Art – szkoła artystyczna założona w 1845 roku w Glasgow w Szkocji jako Glasgow Government School of Design. Od 1853 funkcjonuje pod obecną nazwą. Lokacja uczelni zmieniała się dwukrotnie. Obecny budynek szkoły, wzniesiony z piaskowca, został zaprojektowany przez Charlesa Rennie Mackintosha i spełnia obecnie również funkcję muzeum. Pierwsza część budynku została ukończona w 1899, resztę wybudowano w 1909.
23 maja 2014 budynek został poważnie uszkodzony w wyniku pożaru. Ogień zniszczył między innymi klatkę schodową oraz bibliotekę, obie zaliczane do unikatowych dzieł secesji.
W Rankingu QS World University Rankings 2015 the Glasgow School of Art zajęła 10 pozycję na świecie i 3 w Europie wśród instytucji z kierunkiem Art & Design.  Glasgow School of Art jest powiązane z Uniwersytetem w Glasgow.

## Znani absolwenci
- Margaret MacDonald
- Robbie Coltrane
- Alfred East